# Doppelter Palstek
Der doppelte Palstek – auch doppelter Bulin – ist ein Knoten, der im Bergsport zum Anseilen verwendet wird.

## Geschichte
Bis Anfang der 1970er Jahre galt der einfache Bulin beim Klettern als verlässlicher Anseilknoten. Aufgrund mehrere tödlicher Unfälle, weil er sich bei Ringbelastung unbeabsichtigt lösen kann, geriet er in Verruf. In den 1990er Jahren fand der doppelte Bulin Eingang in die Kletterszene. Heute ist er neben dem Achterknoten einer der beiden vom DAV empfohlenen Anseilknoten.

## Anwendung
Beim Klettern dient der doppelte Palstek als Einbindeknoten am Klettergurt. Er ist selbst nach häufiger oder großer Sturzbelastung leicht zu öffnen. Allerdings ist das Knotenbild nicht so einfach auf korrekte Ausführung zu kontrollieren wie das des Achterknotens. Der Achterknoten wird deshalb als Standardanseilknoten empfohlen.
Beim Standplatzbau mit Hilfe einer (vernähten) Bandschlinge findet der doppelte Palstek ebenfalls Verwendung. Er bildet dann – anstelle einer Sackstichschlaufe – das „weiche Auge“, in dem der HMS-Karabiner eingehängt werden kann.
Der doppelte Palstek wurde früher als eine Art „Brustgurt“ verwendet. Zur Sicherung ist er aber nur geeignet, wenn von oben gesichert werden kann. Beispielsweise beim Abstieg in eine Grube, oder gesichert an einem Jolltau oder Fall beim Aufstieg auf den Mast eines Segelschiffes. Dabei wird eine Schlinge um die Brust gelegt, und die andere diagonal um Brust und über eine Schulter. Wichtig ist, dass der Knoten eng sitzt, damit der zu Sichernde nicht herausrutschen kann.

## Knüpfen

### Gesteckte Variante

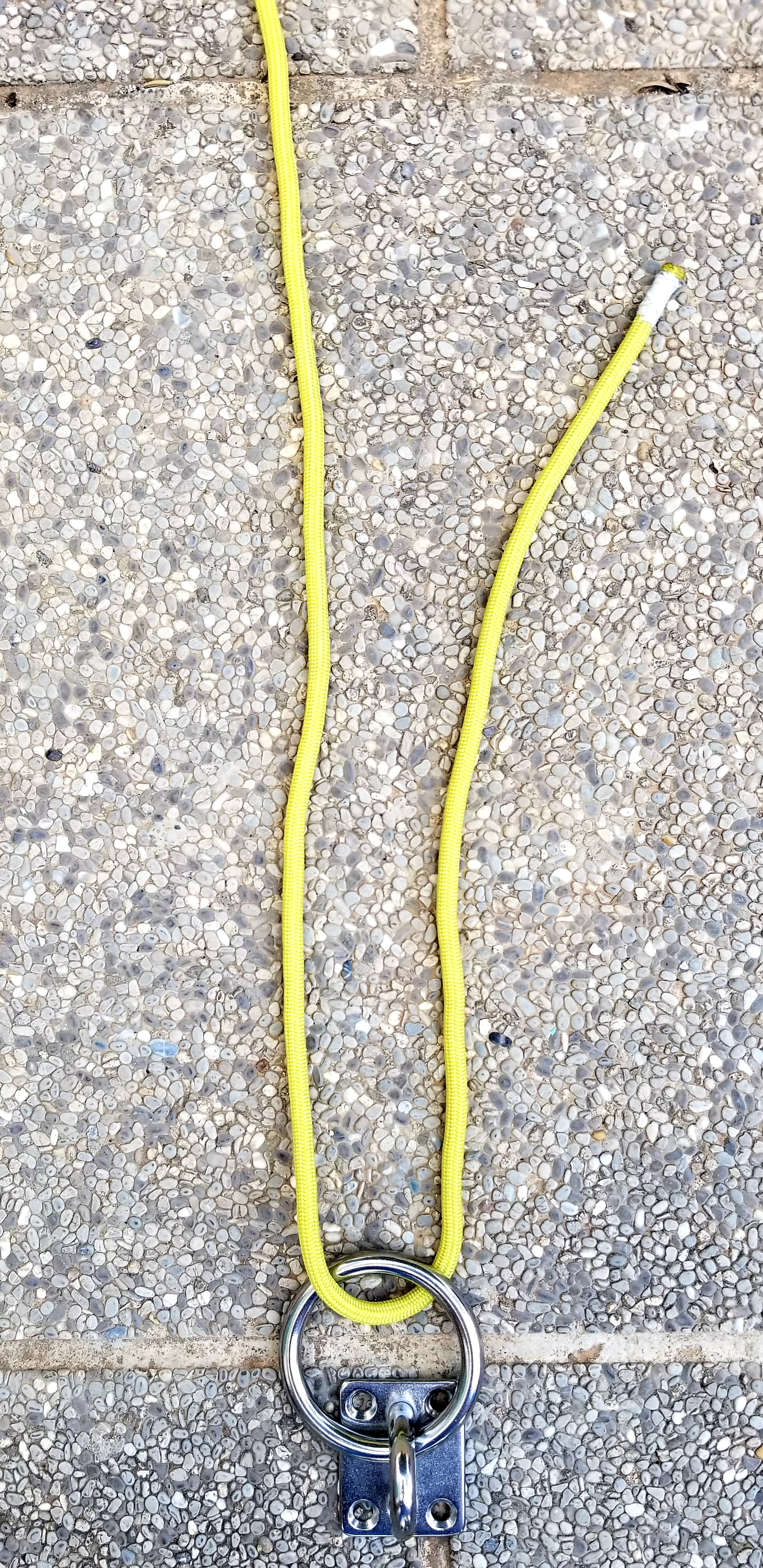
Das Arbeitsende des Seiles durch die Ösen der Bein- und Hüftschlaufen oder durch den Karabiner stecken. Hier durch einen Ring dargestellt.
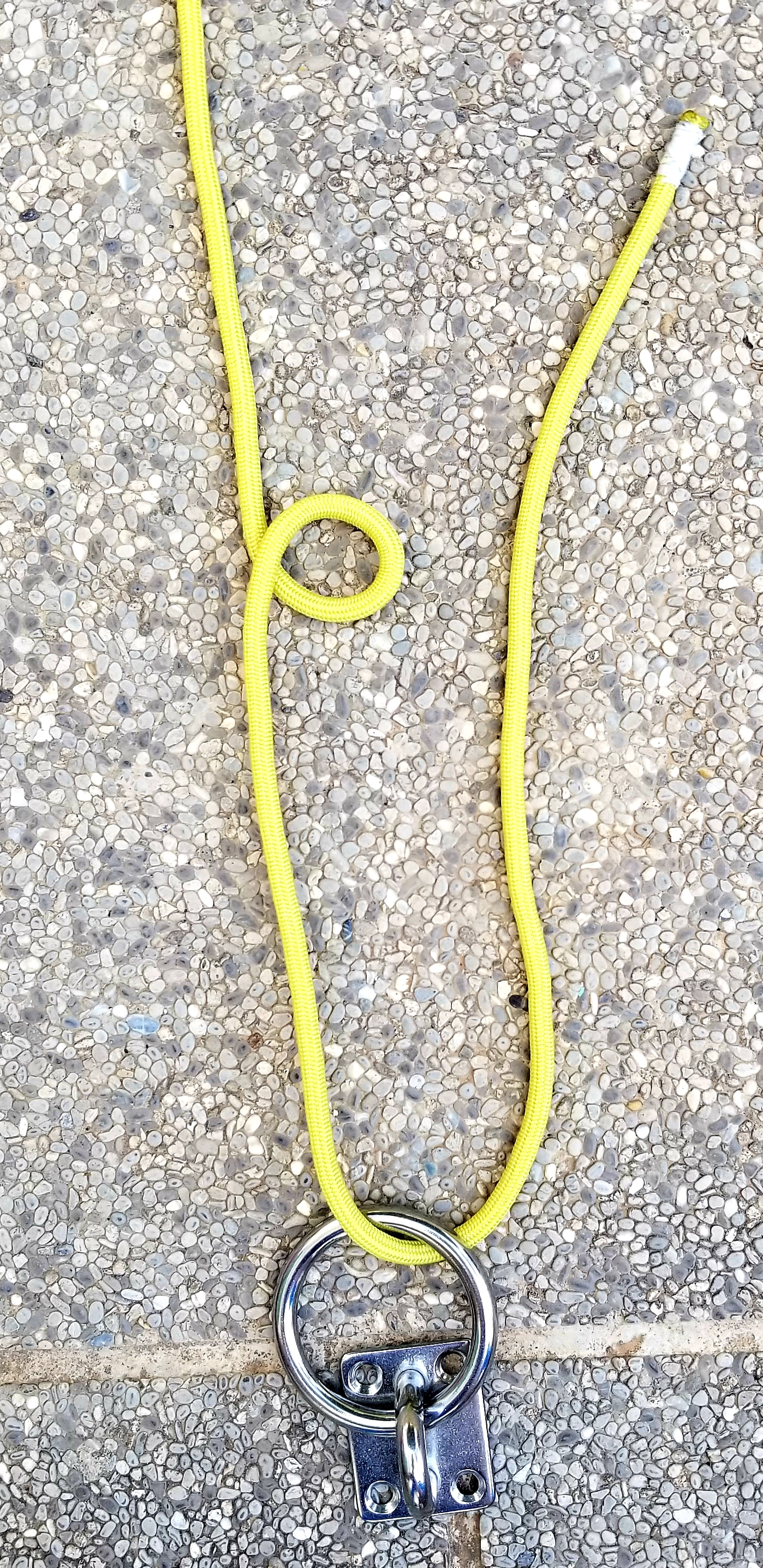
Dann in die stehende Part ein rechtsgängiges Auge legen.
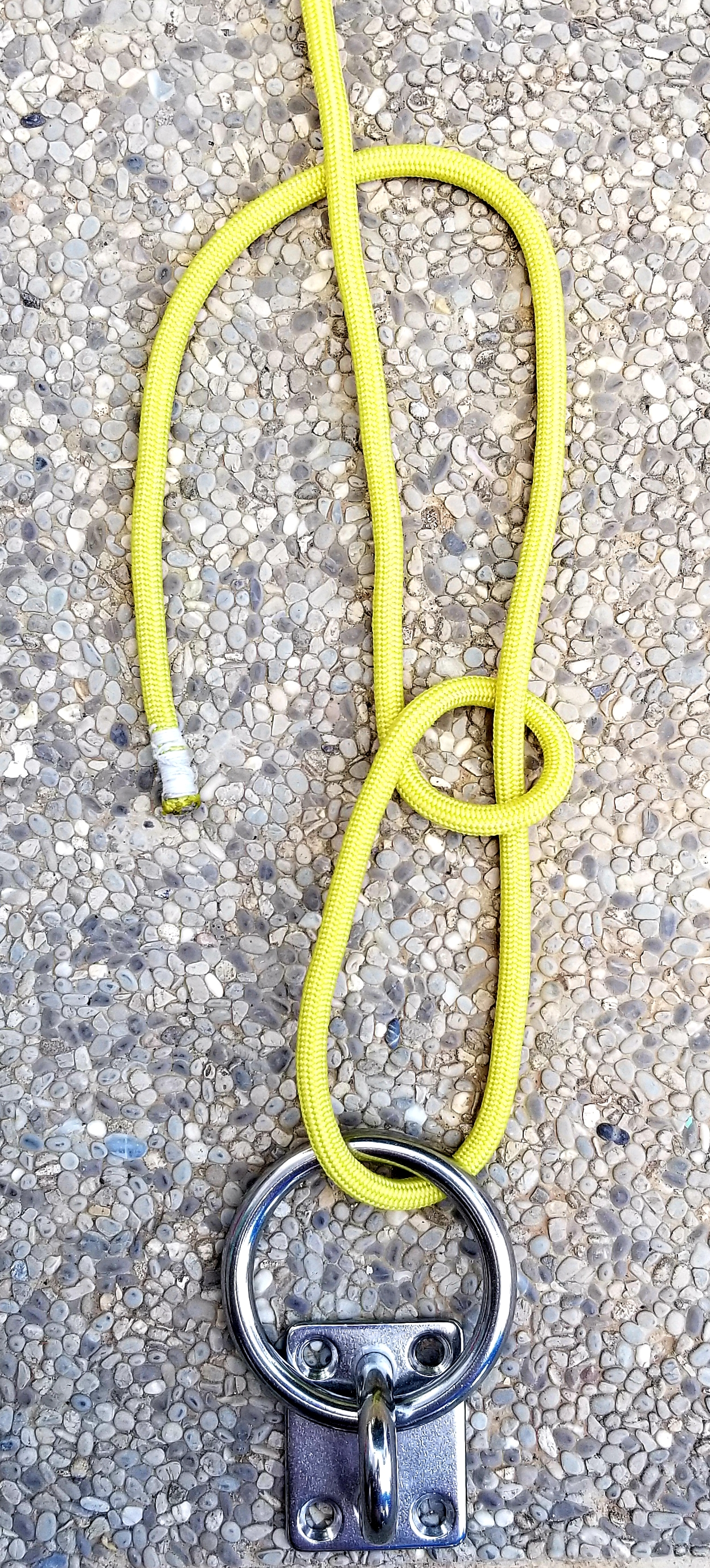
Mit dem Arbeitsende von unten durch das Auge fahren, hinten um die stehende Part führen
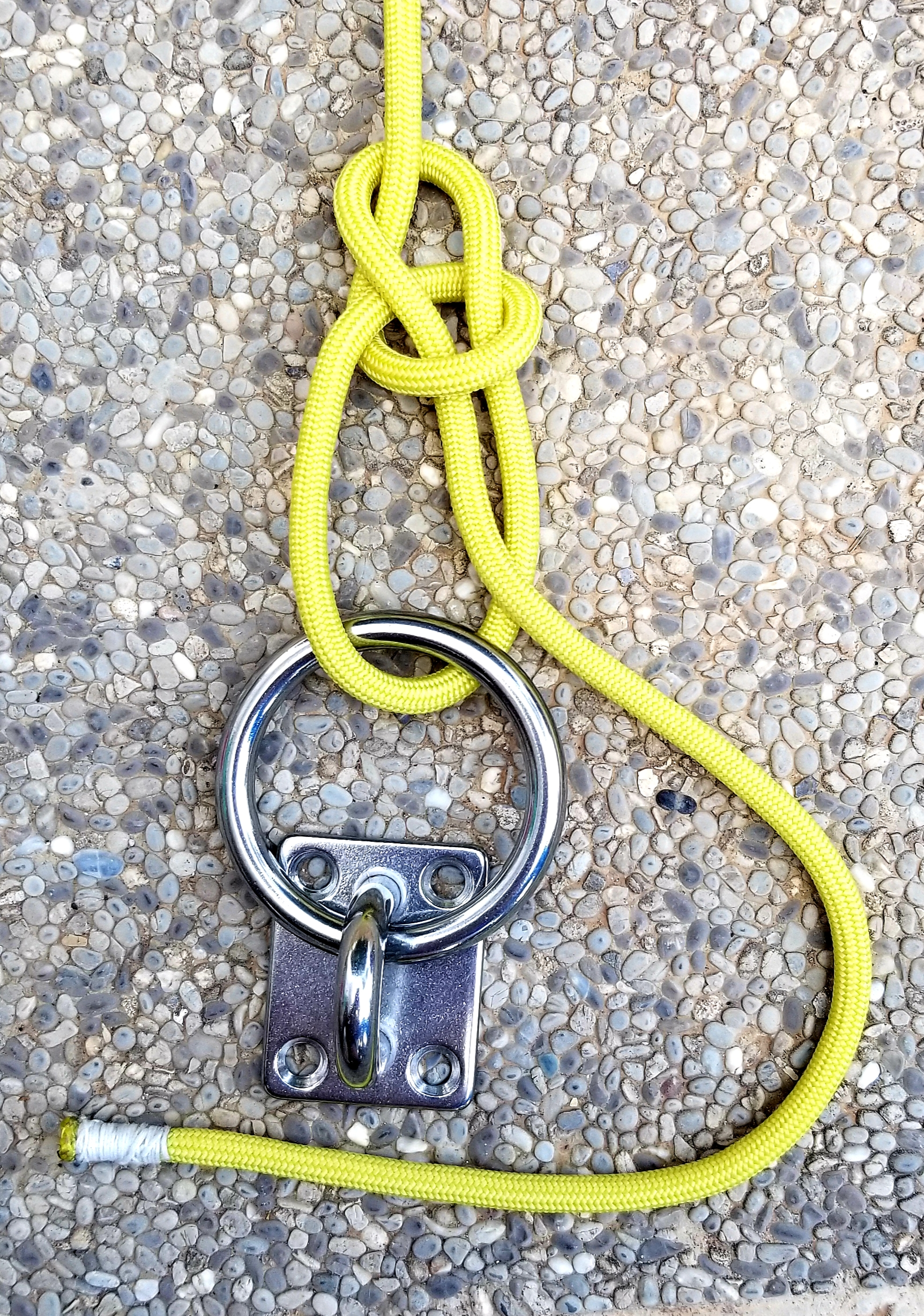
Und innen durch das Auge zurück.
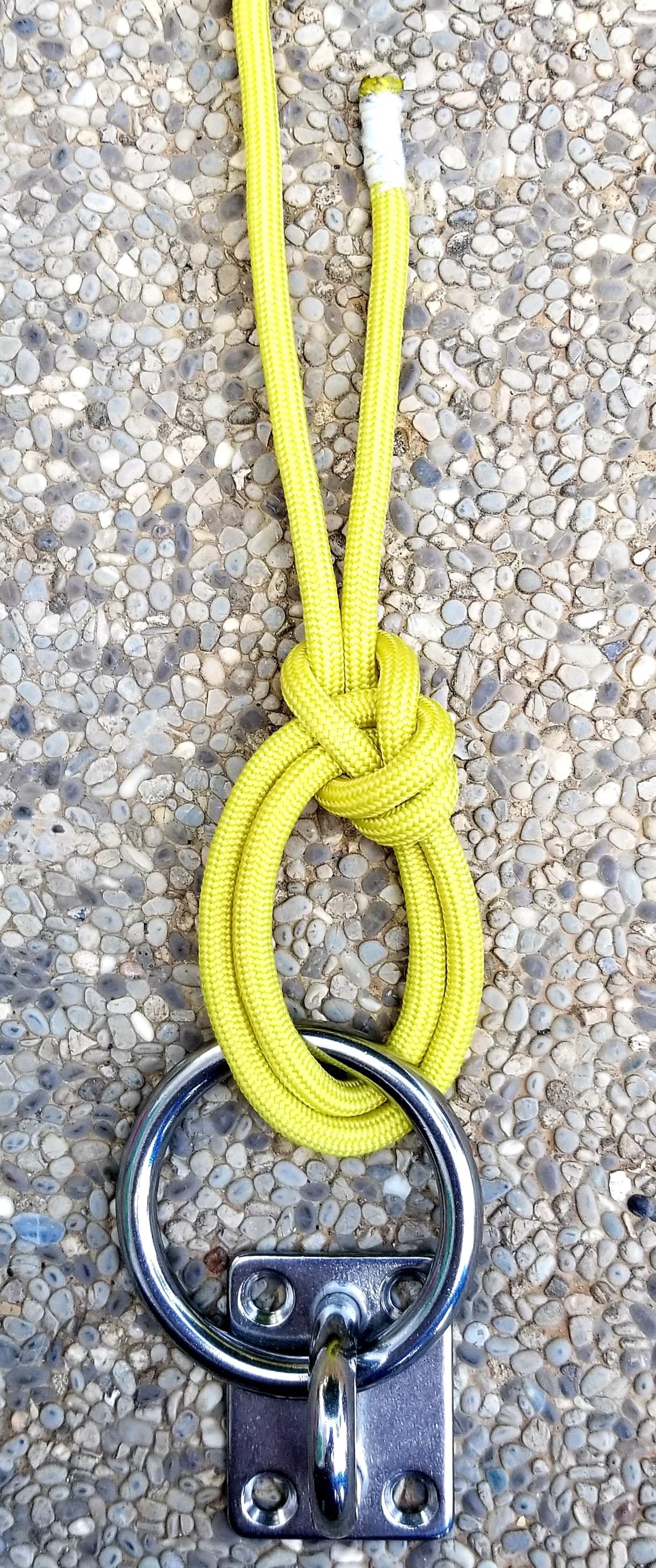
Nun mit dem Arbeitsende den Palstek nachfahren und verdoppeln

### Geschlaufte Variante

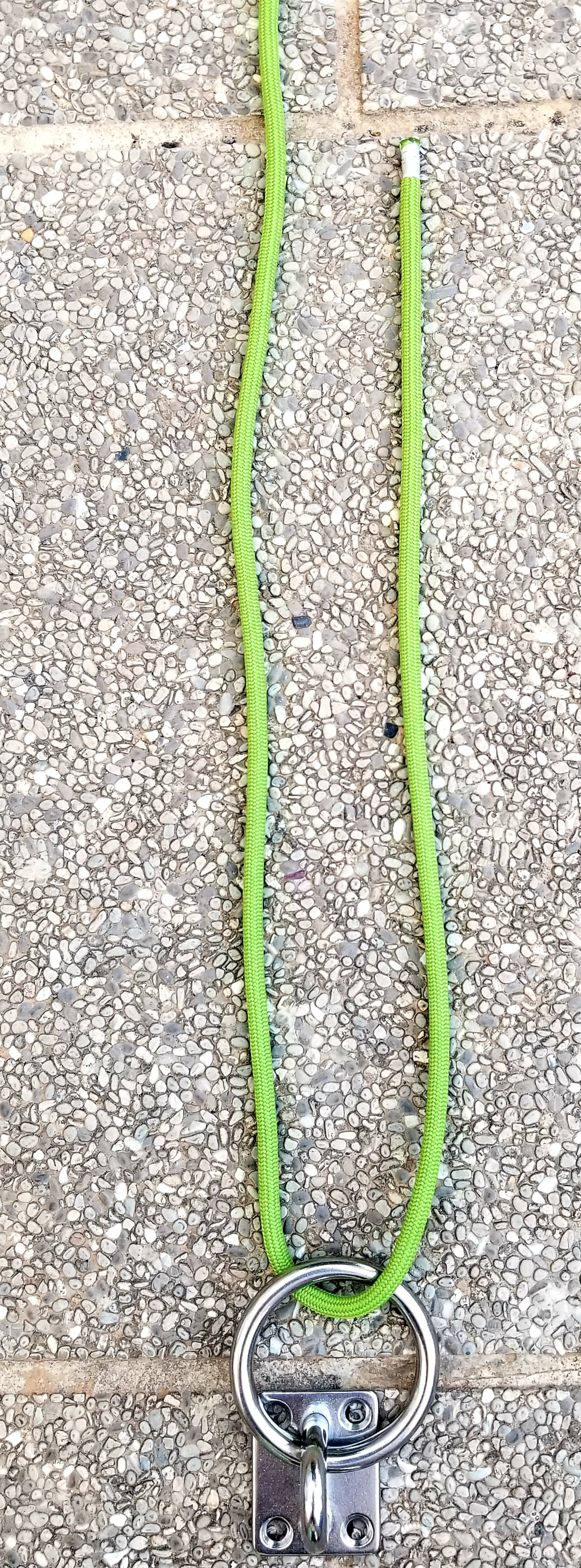
Das Arbeitsende des Seiles von unten durch die Ösen der Bein- und Hüftschlaufen oder durch den Karabiner stecken. Hier durch einen Ring dargestellt.
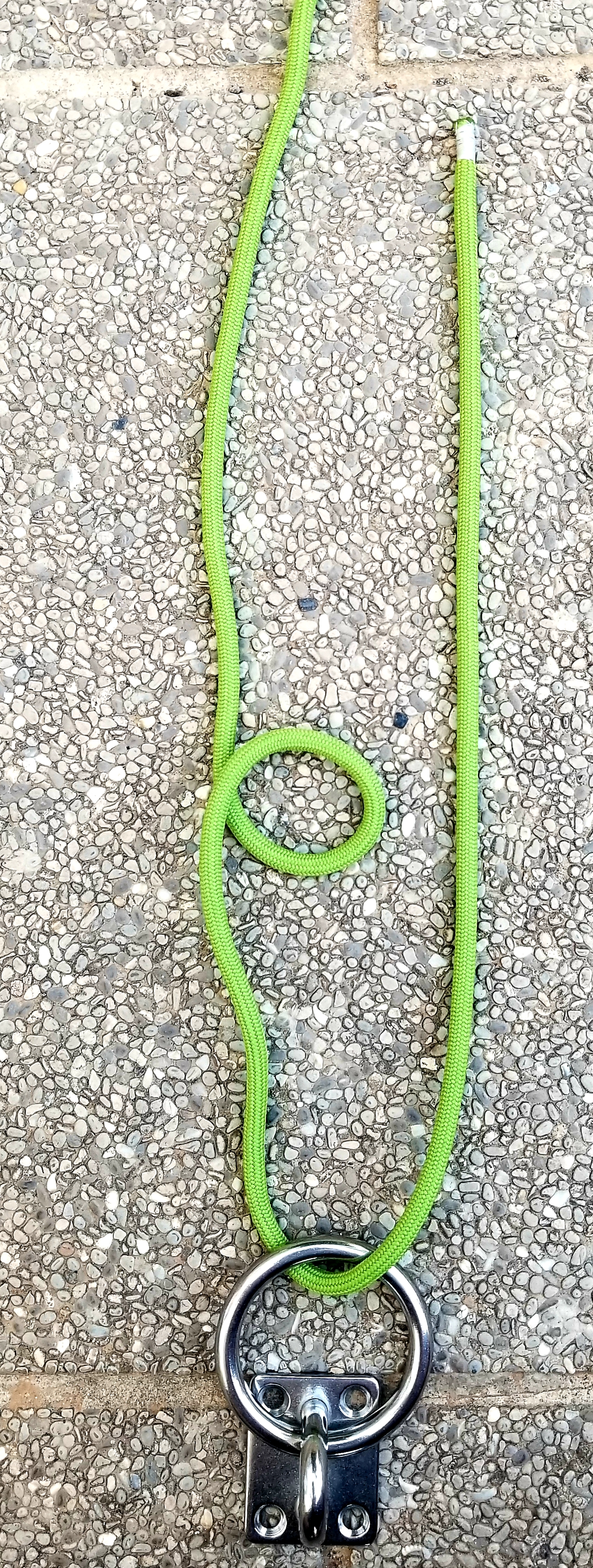
Dann in die stehende Part ein rechtsgängiges Auge legen.
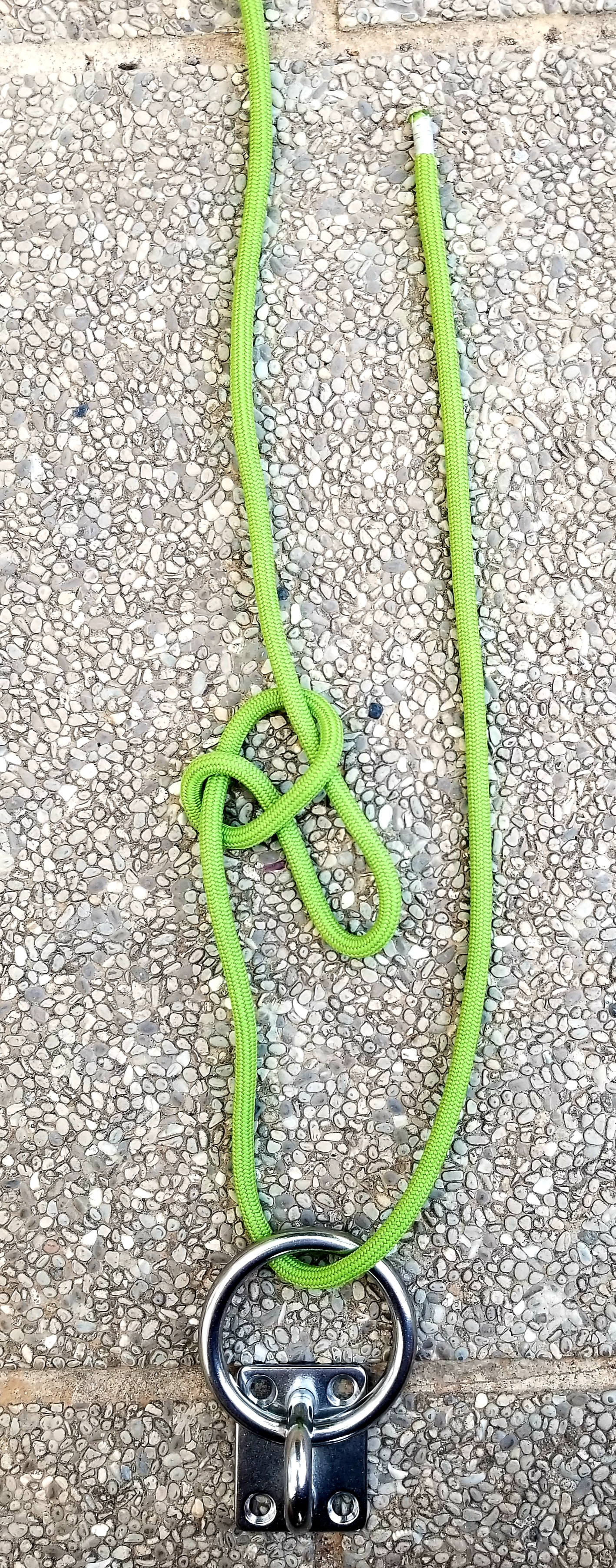
Dann das hintere Stück der stehenden Part durch das Auge stecken, so dass eine Schlaufe entsteht.
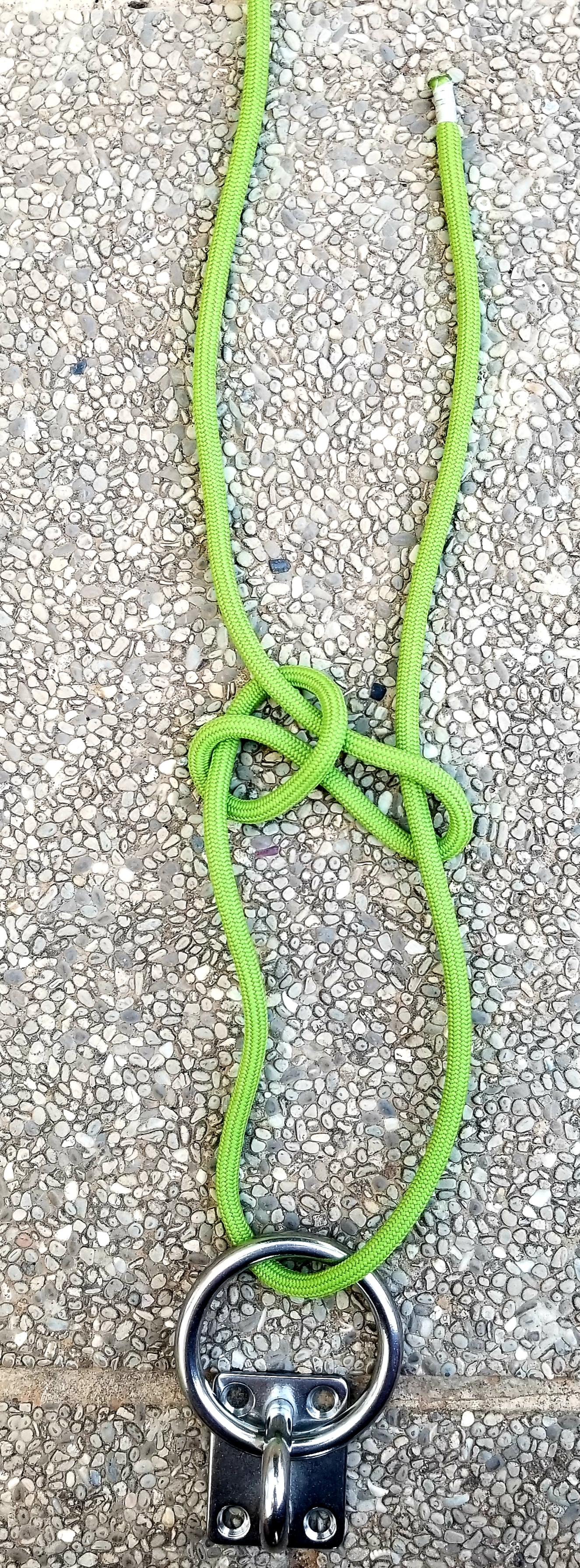
Das Arbeitsende, welches oben aus dem Ring kommt, durch die Schlaufe führen.
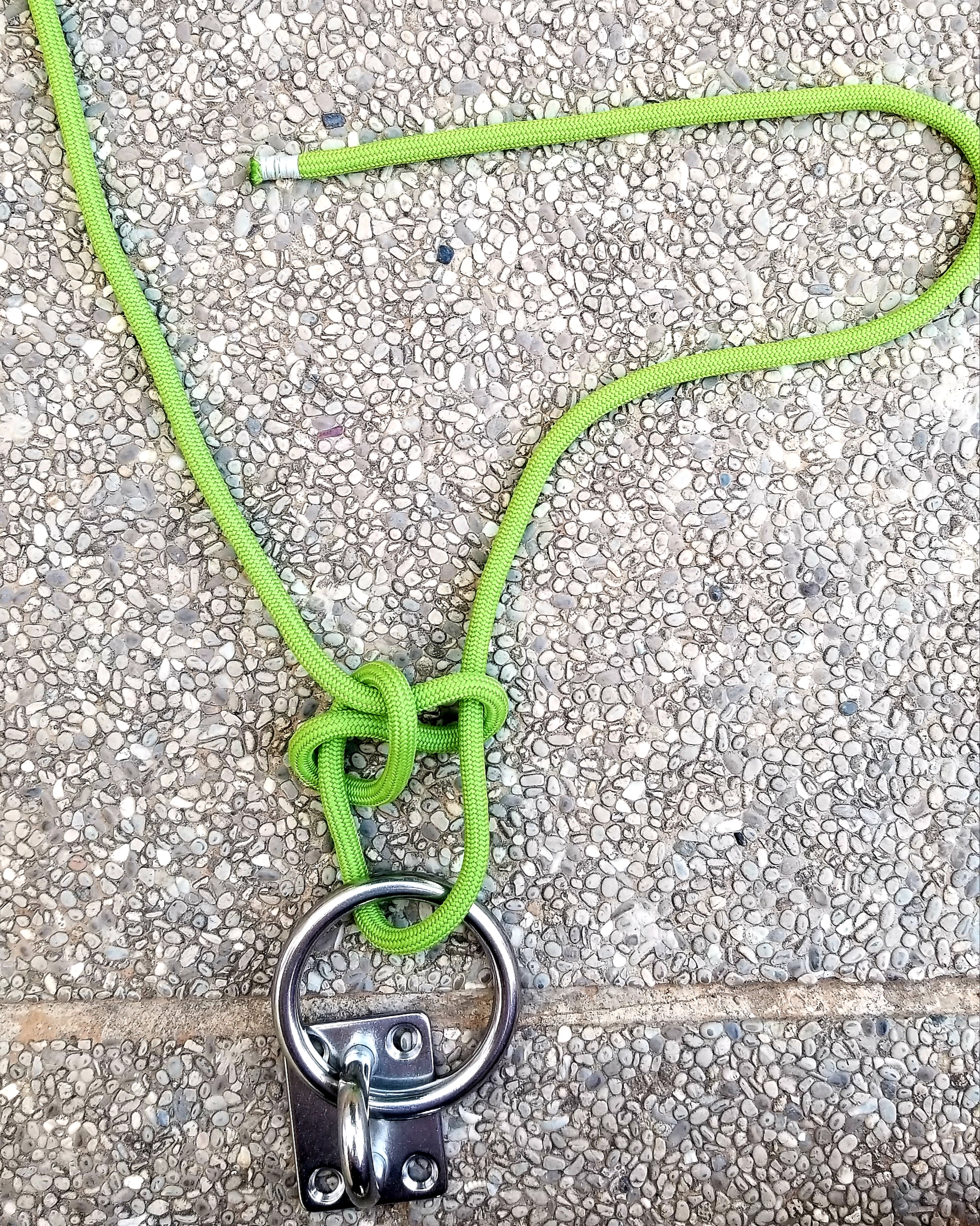
Solange das Arbeitsende ziehen, bis der Knoten an den Ring rutscht.
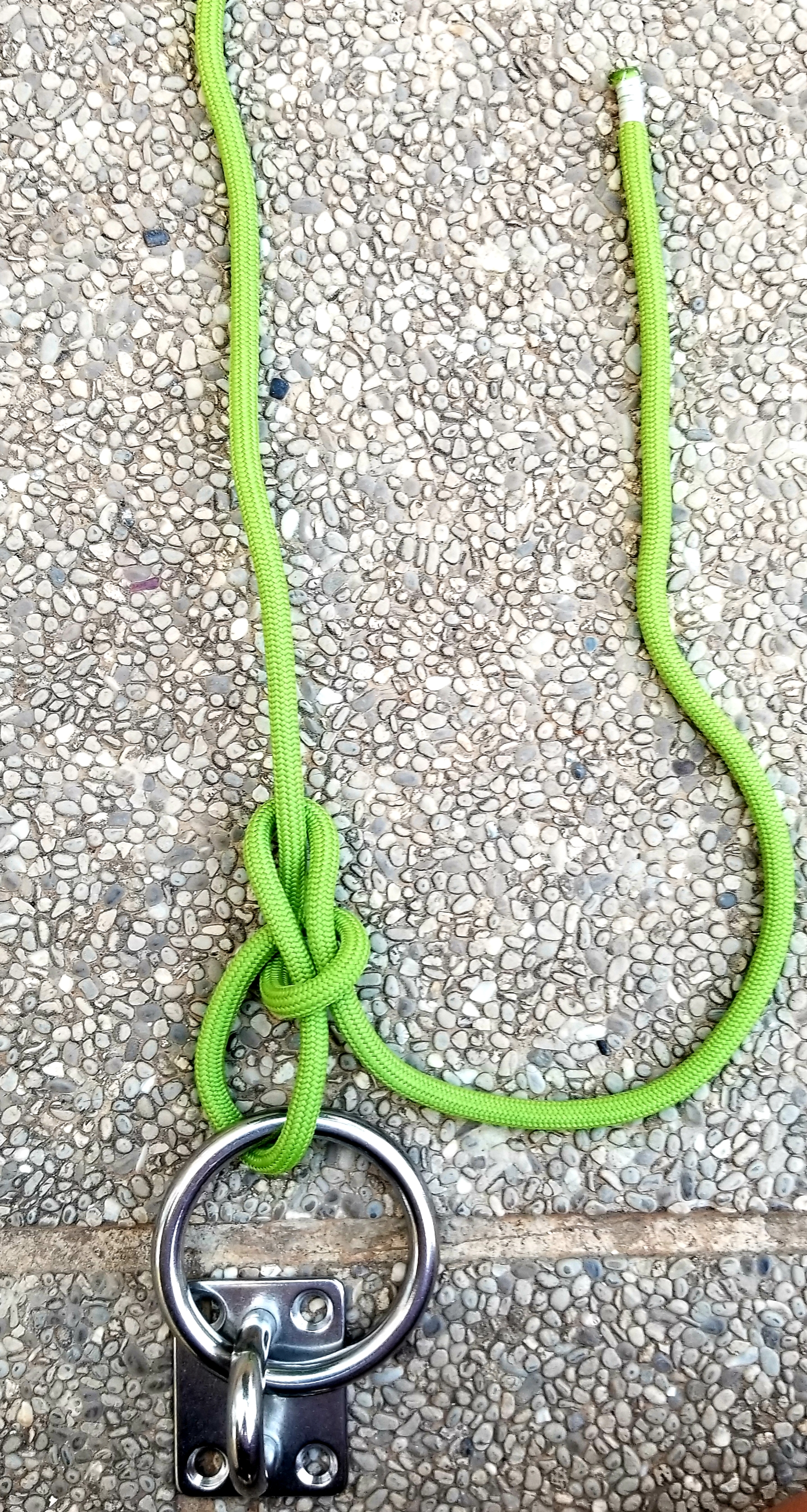
Am anderen Seil (die stehende Part) ziehen, bis der Knoten umschlägt (umkippt). Dies ist sehr wichtig, denn sonst ist er falsch gestochen und zieht sich wie eine Würgeschlinge zu.
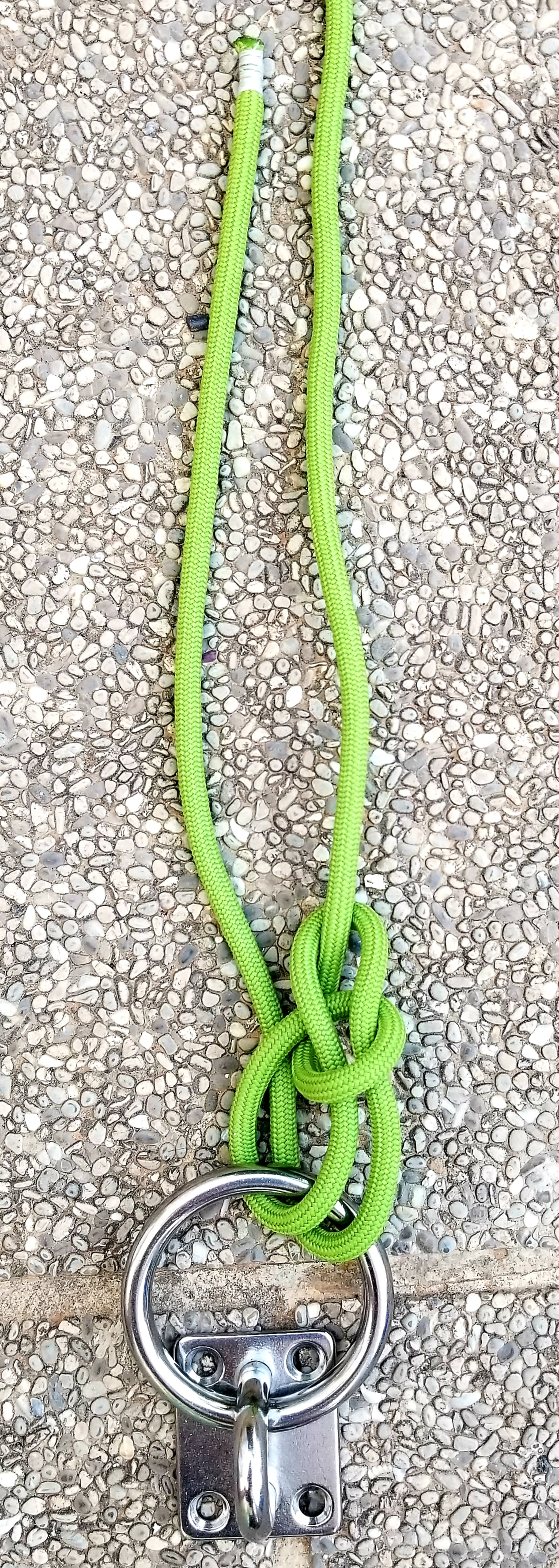
Dann noch den Palstek nachfahren
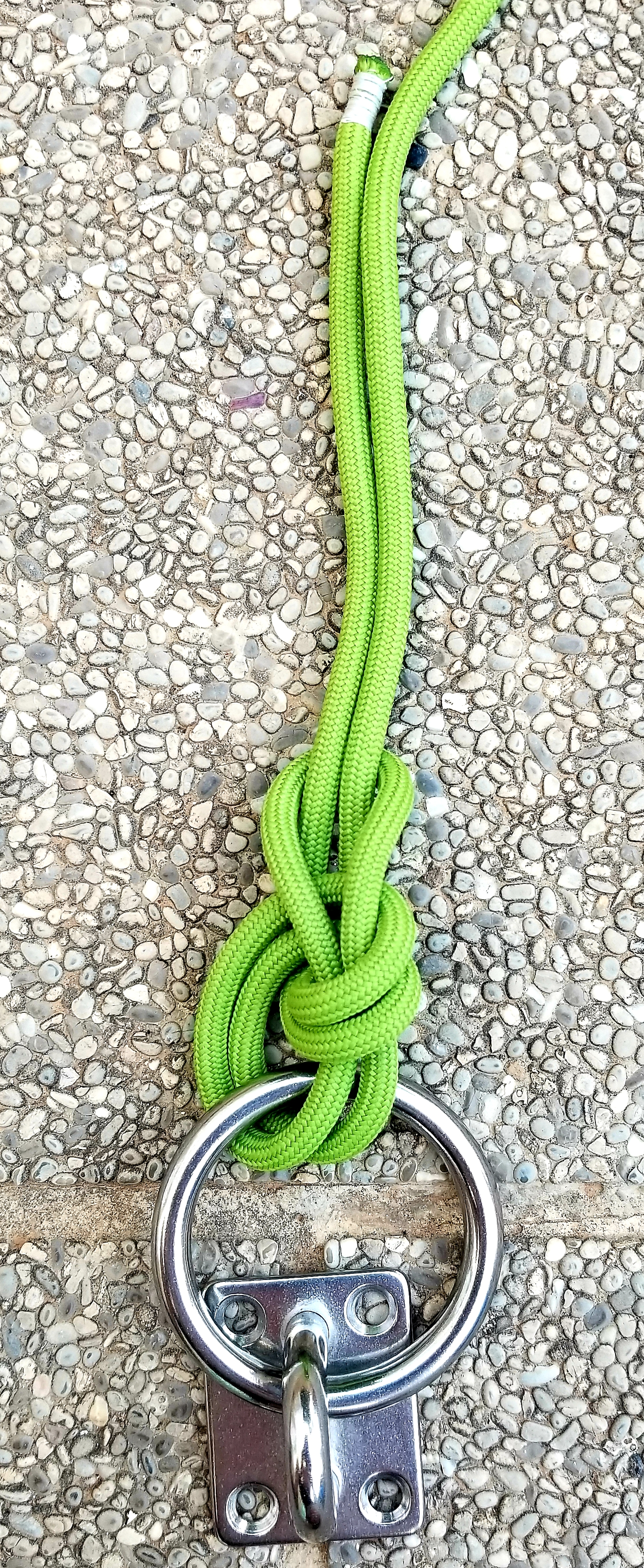
Und fertig ist der Doppelte Palstek

### Gelegte Variante
Diese Variante lässt sich auch in der Mitte des Seiles knüpfen.
Zum Legen eines weichen Auges in eine Bandschlinge ist auch nur diese Methode möglich.
Zum Einbinden in einen Klettergurt ist diese Variante aber nicht geeignet, dazu wird ein Karabiner zusätzlich benötigt.
Als Ersatz für einen Brustgurt wird das Seilende doppelt genommen. Die Schlaufe soll etwa von der Schulter bis zum Boden reichen. Dann wird in die Schlaufe mit dem doppelten Seil ein Auge gelegt. Die lange Schlaufe wird knapp durch das Auge gesteckt, so dass aus der Schlaufe zwei Schlingen entstehen. Das durchgesteckte Ende bildet eine kleine Bucht, die über die beiden Schlaufen und den ganzen Knoten gestülpt wird. Der Knoten wird an den beiden Schlingen festgezogen.

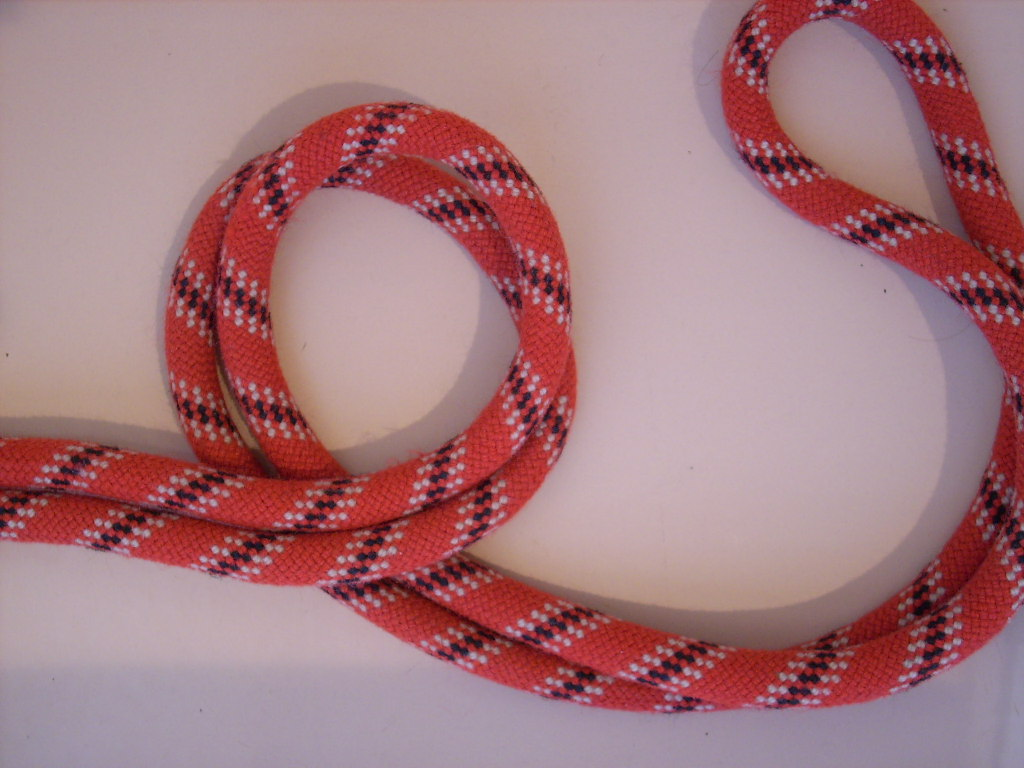
Auge
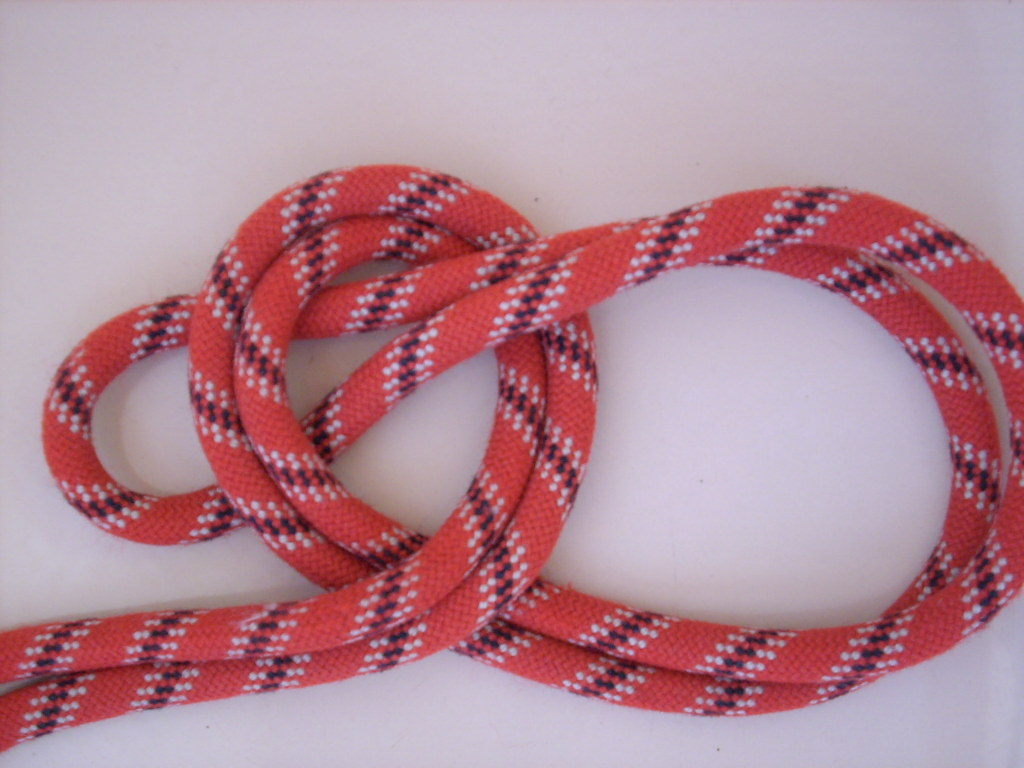
Ende durch das Auge stecken
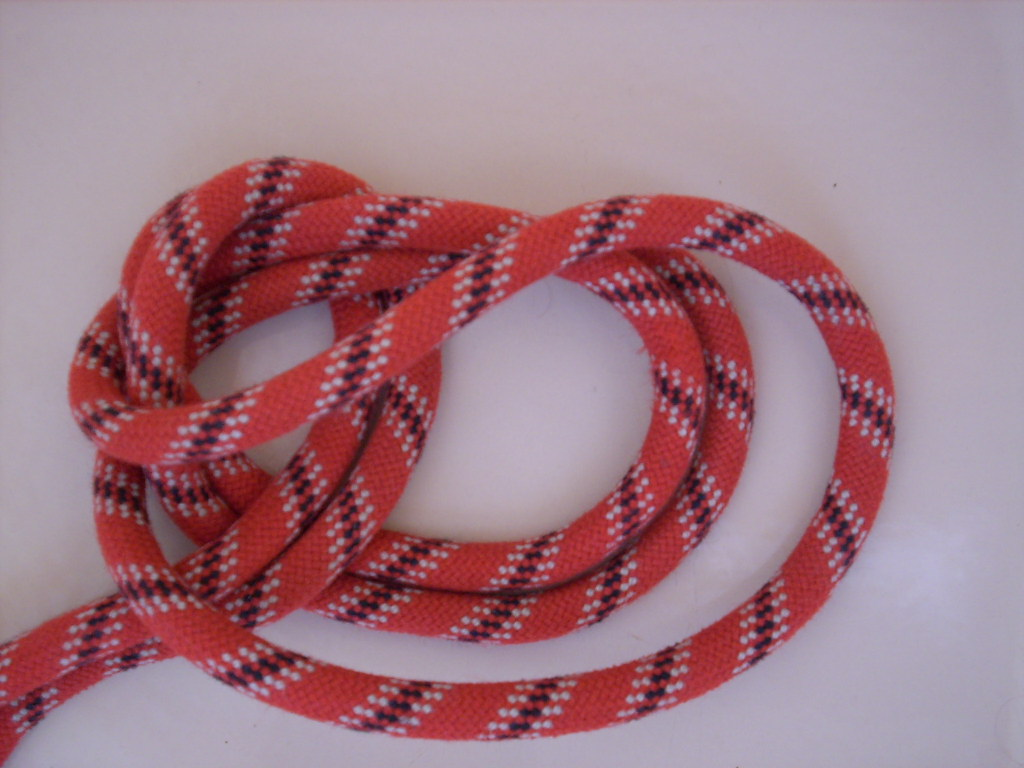
Bucht über den ganzen Knoten stülpen
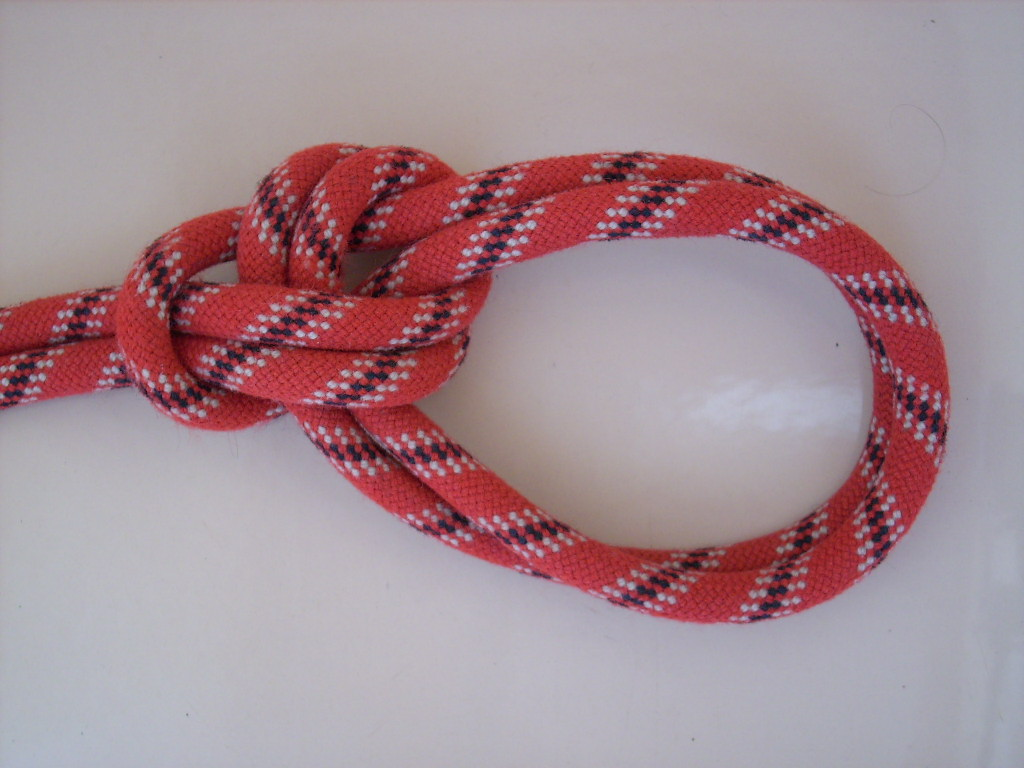
fertig

## Alternativen
- Als Einbindeknoten gilt der Achterknoten als weltweiter Standard.
- Als Bergehilfe wird in der Seefahrt und im Rettungswesen eine Bergeschlaufe oder der Palstek verwendet.
- Als Behelf für einen „Sitzgurt“ wird besser eine Sitzschlinge verwendet.
- Als behelfsmäßiger Brustgurt eignet sich auch die doppelte Rettungsschlinge.